# Hitachi Football Club 1985-1986
Questa voce raccoglie le informazioni riguardanti l'Hitachi Football Club nelle competizioni ufficiali della stagione 1985-1986

## Stagione
Grazie alle dodici reti del vice-capocannoniere del campionato Akira Nishino, l'Hitachi (già eliminato nelle fasi iniziali della Coppa di Lega e della Coppa dell'Imperatore) evitò la retrocessione in maniera piuttosto agevole piazzandosi nelle posizioni di classifica immediatamente superiori alla zona salvezza.

## Maglie e sponsor
Le divise della squadra, con il logo della Hitachi di colore nero sulla parte anteriore, sono prodotte dall'Adidas; la tonalità blu, accostata al giallo colore sociale, viene confermata.
| Manica sinistra · Maglietta · Manica destra · Pantaloncini · Calzettoni | Manica sinistra · Maglietta · Manica destra · Pantaloncini · Calzettoni |  |

## Rosa
| N. |                     | Ruolo | Calciatore         |
| -- | ------------------- | ----- | ------------------ |
| 1  | Giappone (bandiera) | P     | Koji Himeno        |
| 2  | Giappone (bandiera) | D     | Shigemitsu Sudō    |
| 3  | Giappone (bandiera) | D     | Tetsuo Sugamata    |
| 4  | Giappone (bandiera) | D     | Tetsuo Murono      |
| 5  | Giappone (bandiera) | D     | Shigenori Morikawa |
| 6  | Giappone (bandiera) | C     | Toru Yoshikawa     |
| 7  | Giappone (bandiera) | A     | Daisuke Nomura     |
| 8  | Giappone (bandiera) | C     | Akira Nishino      |
| 9  | Giappone (bandiera) | A     | Hiroyuki Usui      |
| 10 | Giappone (bandiera) | C     | Kazumasa Kume      |
| 11 | Giappone (bandiera) | A     | Toru Narushima     |
| 12 | Giappone (bandiera) | C     | Shigeru Kobayama   |
| 13 | Giappone (bandiera) | C     | Masayoshi Sugimoto |
| 14 | Giappone (bandiera) | A     | Toru Arakawa       |

| N. |                     | Ruolo | Calciatore          |
| -- | ------------------- | ----- | ------------------- |
| 15 | Giappone (bandiera) | D     | Katsuhide Tabashi   |
| 16 | Giappone (bandiera) | C     | Hitoshi Kase        |
| 17 | Giappone (bandiera) | C     | Yukihiro Miyamoto   |
| 18 | Giappone (bandiera) | A     | Satoru Ogiwara      |
| 19 | Giappone (bandiera) | A     | Yoshihiro Murayama  |
| 20 | Giappone (bandiera) | A     | Kiyoshi Komaki      |
| 21 | Giappone (bandiera) | C     | Tomoyoshi Ikeya     |
| 22 | Giappone (bandiera) | D     | Yoshinori Kurihara  |
| 23 | Giappone (bandiera) | D     | Masayoshi Kobayashi |
| 24 | Giappone (bandiera) | D     | Yasuyuki Kawabata   |
| 25 | Giappone (bandiera) | C     | Osamu Yoshida       |
| 26 | Giappone (bandiera) | P     | Hirokazu Fujita     |
| 27 | Giappone (bandiera) | C     | Minoru Suzuki       |
| 31 | Giappone (bandiera) | P     | Tatsuhiko Seta      |

## Statistiche

### Statistiche di squadra
| Competizione          | Punti | Totale | Totale | Totale | Totale | Totale | Totale | DR |
| Competizione          | Punti | G      | V      | N      | P      | Gf     | Gs     | DR |
| --------------------- | ----- | ------ | ------ | ------ | ------ | ------ | ------ | -- |
| JSL Division 1        | 21    | 22     | 8      | 5      | 9      | 26     | 33     | -7 |
| Coppa dell'Imperatore | -     | 2      | 1      | 0      | 1      | 6      | 2      | +4 |
| JSL Cup               | -     | 1      | 0      | 0      | 1      | 0      | 1      | -1 |
| Totale                | -     | 25     | 9      | 5      | 11     | 32     | 36     | -4 |

### Statistiche dei giocatori
| Giocatore    | JSL      | JSL  | JSL         | JSL        | JSL Cup  | JSL Cup | JSL Cup     | JSL Cup    | Coppa dell'Imperatore | Coppa dell'Imperatore | Coppa dell'Imperatore | Coppa dell'Imperatore | Totale   | Totale | Totale      | Totale     |
| Giocatore    | Presenze | Reti | Ammonizioni | Espulsioni | Presenze | Reti    | Ammonizioni | Espulsioni | Presenze              | Reti                  | Ammonizioni           | Espulsioni            | Presenze | Reti   | Ammonizioni | Espulsioni |
| ------------ | -------- | ---- | ----------- | ---------- | -------- | ------- | ----------- | ---------- | --------------------- | --------------------- | --------------------- | --------------------- | -------- | ------ | ----------- | ---------- |
| K. Himeno    | 17       | -?   | ?           | ?          | ?        | ?       | ?           | ?          | ?                     | ?                     | ?                     | ?                     | 17+      | 0+     | ?           | ?          |
| T. Ikeya     | 4        | 0    | ?           | ?          | ?        | ?       | ?           | ?          | ?                     | ?                     | ?                     | ?                     | 4+       | 0+     | ?           | ?          |
| T. Narushima | 17       | 1    | ?           | ?          | ?        | ?       | ?           | ?          | ?                     | ?                     | ?                     | ?                     | 17+      | 1+     | ?           | ?          |
| Y. Kawabata  | 3        | 0    | ?           | ?          | ?        | ?       | ?           | ?          | ?                     | ?                     | ?                     | ?                     | 3+       | 0+     | ?           | ?          |
| K. Kume      | 22       | 1    | ?           | ?          | ?        | ?       | ?           | ?          | ?                     | ?                     | ?                     | ?                     | 22+      | 1+     | ?           | ?          |
| S. Kobayama  | 8        | 0    | ?           | ?          | ?        | ?       | ?           | ?          | ?                     | ?                     | ?                     | ?                     | 8+       | 0+     | ?           | ?          |
| M. Kobayashi | 13       | 0    | ?           | ?          | ?        | ?       | ?           | ?          | ?                     | ?                     | ?                     | ?                     | 13+      | 0+     | ?           | ?          |
| T. Arakawa   | 20       | 4    | ?           | ?          | ?        | ?       | ?           | ?          | ?                     | ?                     | ?                     | ?                     | 20+      | 4+     | ?           | ?          |
| Y. Kurihara  | 6        | 0    | ?           | ?          | ?        | ?       | ?           | ?          | ?                     | ?                     | ?                     | ?                     | 6+       | 0+     | ?           | ?          |
| S. Ogiwara   | 3        | 0    | ?           | ?          | ?        | ?       | ?           | ?          | ?                     | ?                     | ?                     | ?                     | 3+       | 0+     | ?           | ?          |
| S. Morikawa  | 5        | 0    | ?           | ?          | ?        | ?       | ?           | ?          | ?                     | ?                     | ?                     | ?                     | 5+       | 0+     | ?           | ?          |
| H. Fujita    | 7        | 0    | ?           | ?          | ?        | ?       | ?           | ?          | ?                     | ?                     | ?                     | ?                     | 7+       | 0+     | ?           | ?          |
| H. Kase      | ?        | 0    | ?           | ?          | ?        | ?       | ?           | ?          | ?                     | ?                     | ?                     | ?                     | ?        | 0+     | ?           | ?          |
| S. Kobayama  | 0        | 0    | 0           | 0          | ?        | ?       | ?           | ?          | ?                     | ?                     | ?                     | ?                     | 0+       | 0+     | 0+          | 0+         |
| K. Komaki    | ?        | 0    | ?           | ?          | ?        | ?       | ?           | ?          | ?                     | ?                     | ?                     | ?                     | ?        | 0+     | ?           | ?          |
| Y. Murayama  | ?        | 0    | ?           | ?          | ?        | ?       | ?           | ?          | ?                     | ?                     | ?                     | ?                     | ?        | 0+     | ?           | ?          |
| T. Murono    | ?        | 0    | ?           | ?          | ?        | ?       | ?           | ?          | ?                     | ?                     | ?                     | ?                     | ?        | 0+     | ?           | ?          |
| A. Nishino   | 22       | 12   | ?           | ?          | ?        | ?       | ?           | ?          | ?                     | ?                     | ?                     | ?                     | 22+      | 12+    | ?           | ?          |
| D. Nomura    | 7        | 1    | ?           | ?          | ?        | ?       | ?           | ?          | ?                     | ?                     | ?                     | ?                     | 7+       | 1+     | ?           | ?          |
| S. Sudo      | 22       | 0    | ?           | ?          | ?        | ?       | ?           | ?          | ?                     | ?                     | ?                     | ?                     | 22+      | 0+     | ?           | ?          |
| T. Sugamata  | 22       | 1    | ?           | ?          | ?        | ?       | ?           | ?          | ?                     | ?                     | ?                     | ?                     | 22+      | 1+     | ?           | ?          |
| M. Sugiyama  | 15       | 0    | ?           | ?          | ?        | ?       | ?           | ?          | ?                     | ?                     | ?                     | ?                     | 15+      | 0+     | ?           | ?          |
| M. Suzuki    | 0        | 0    | 0           | 0          | ?        | ?       | ?           | ?          | ?                     | ?                     | ?                     | ?                     | 0+       | 0+     | 0+          | 0+         |
| T. Seta      | 0        | -0   | ?           | ?          | ?        | ?       | ?           | ?          | ?                     | ?                     | ?                     | ?                     | 0+       | 0+     | ?           | ?          |
| Y. Miyamoto  | 11       | 1    | ?           | ?          | ?        | ?       | ?           | ?          | ?                     | ?                     | ?                     | ?                     | 11+      | 1+     | ?           | ?          |
| K. Tabashi   | 22       | 0    | ?           | ?          | ?        | ?       | ?           | ?          | ?                     | ?                     | ?                     | ?                     | 22+      | 0+     | ?           | ?          |
| H. Usui      | 22       | 5    | ?           | ?          | ?        | ?       | ?           | ?          | ?                     | ?                     | ?                     | ?                     | 22+      | 5+     | ?           | ?          |
| T. Yoshikawa | 0        | 0    | 0           | 0          | ?        | ?       | ?           | ?          | ?                     | ?                     | ?                     | ?                     | 0+       | 0+     | 0+          | 0+         |